# Mistrzostwa Europy w Piłce Nożnej 2008
XIII Mistrzostwa Europy w Piłce Nożnej w 2008 roku odbyły się w Austrii i w Szwajcarii. Mistrzostwa rozpoczęły się 7 czerwca i trwały do 29 czerwca 2008 roku. Mistrzostwo po raz drugi w historii zdobyła reprezentacja Hiszpanii (pierwszy raz w 1964 roku), która reprezentowała Europę podczas Pucharu Konfederacji 2009 w Południowej Afryce. Pierwszy raz w historii żaden z gospodarzy nie zakwalifikował się do Fazy Pucharowej.

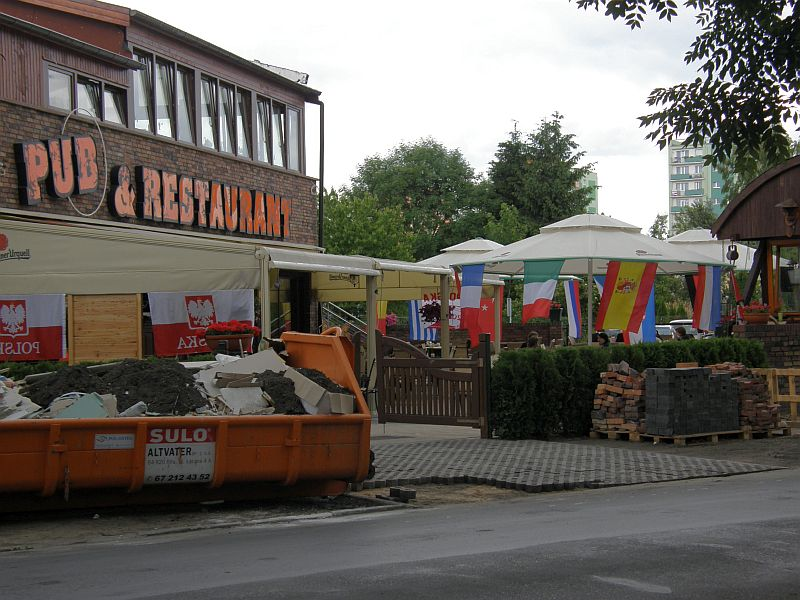
Piła podczas Euro 2008

## Wybór gospodarza
Do organizacji Euro 2008 zgłoszono następujące kandydatury:
| - Austria / Szwajcaria - Grecja / Turcja - Szkocja / Irlandia - Rosja - Węgry - Chorwacja / Bośnia i Hercegowina - Norwegia / Szwecja / Dania / Finlandia |

Austria już raz ubiegała się o organizację Euro 2004 (wspólnie z Węgrami). Wtedy jednak wygrała kandydatura Portugalii. Do ostatecznej fazy głosowania nad przydzieleniem organizacji mistrzostw zakwalifikowały się:
| - Austria / Szwajcaria - Grecja / Turcja - Węgry |

Ostatecznie wygrała pierwsza z kandydatur.

## Piłka
Oficjalna piłka Mistrzostw Europy w Piłce Nożnej 2008, wyprodukowana przez firmę Adidas i zaprezentowana oficjalnie podczas ceremonii losowania grup 2 grudnia 2007, w Lucernie. Tak jak jej poprzednik, piłka Teamgeist, składa się z 14 klejonych w wysokiej temperaturze paneli.
Utrzymana jest w kolorystyce szaro-czarnej. Pokryta jest powłoką włókien która ma za zadanie poprawiać kontakt z butem zawodnika w każdych warunkach pogodowych, oraz ma ułatwić jej wyłapanie bramkarzom.
Na powierzchni piłki umieszczono flagi gospodarzy – Austrii i Szwajcarii, w formie znaków wodnych.

## Maskotki
Trix i Flix – tak nazywają się oficjalne maskotki piłkarskich mistrzostw Europy 2008. O wyborze zdecydowali kibice obu alpejskich krajów. W głosowaniu wzięło udział ponad 67 tys. Austriaków i Szwajcarów. Trix i Flix uzyskali 36,3 proc. głosów, wyprzedzając Flitza i Blitza oraz Zagiego i Zigiego.
Maskotki zaprezentowano 27 września 2007 r. w Nyonie. To bracia bliźniacy (symbolizujący dwa kraje – Austrię i Szwajcarię), ubrani w czerwono-białe (kolory narodowe gospodarzy turnieju) stroje piłkarskie, o włosach przypominających alpejskie szczyty. Na koszulkach posiadają numery 20 i 08, które razem tworzą liczbę 2008 – rok, w którym odbywały się mistrzostwa.
Trix i Flix wystąpili w teledyskach do dwóch oficjalnych piosenek Mistrzostw autorstwa Shaggy’ego: Feel The Rush i Like a Superstar.

## Hasło mistrzostw
Spodziewaj się emocji (ang. Expect Emotions)

## Eliminacje i uczestnicy
Eliminacje do EURO 2008 rozpoczęły się 16 sierpnia 2006 i trwały do 21 listopada 2007. Udział w eliminacjach wzięło 50 reprezentacji narodowych z których wyłoniono 14 finalistów. Austria i Szwajcaria jako gospodarze mistrzostw zwolnieni byli z udziału w eliminacjach.
| Drużyna    | Grupa kwalifikacyjna | Data kwalifikacji    | Liczba występów                                          | Najlepszy wynik (do 2008 r.)   |
| ---------- | -------------------- | -------------------- | -------------------------------------------------------- | ------------------------------ |
| Austria    | gospodarz            | 12 grudnia 2002      | debiutant                                                | debiutant                      |
| Szwajcaria | gospodarz            | 12 grudnia 2002      | 2 (1996, 2004)                                           | Faza grupowa (1996, 2004)      |
| Polska     | A                    | 17 listopada 2007    | debiutant                                                | debiutant                      |
| Portugalia | A                    | 21 listopada 2007    | 4 (1984, 1996, 2000, 2004)                               | II miejsce (2004)              |
| Włochy     | B                    | 17 listopada 2007    | 6 (1968, 1980, 1988, 1996, 2000, 2004)                   | Mistrzostwo (1968)             |
| Francja    | B                    | 17 listopada 2007    | 6 (1960, 1984, 1992, 1996, 2000, 2004)                   | Mistrzostwo (1984, 2000)       |
| Grecja     | C                    | 17 października 2007 | 2 (1980, 2004)                                           | Mistrzostwo (2004)             |
| Turcja     | C                    | 21 listopada 2007    | 2 (1996, 2000)                                           | Ćwierćfinał (2000)             |
| Czechy     | D                    | 17 października 2007 | 3 (1996, 2000, 2004)                                     | II miejsce (1996)              |
| Niemcy     | D                    | 13 października 2007 | 9 (1972, 1976, 1980, 1984, 1988, 1992, 1996, 2000, 2004) | Mistrzostwo (1972, 1980, 1996) |
| Chorwacja  | E                    | 17 listopada 2007    | 2 (1996, 2004)                                           | Ćwierćfinał (1996)             |
| Rosja      | E                    | 21 listopada 2007    | 2 (1996, 2004)                                           | Faza grupowa (1996, 2004)      |
| Hiszpania  | F                    | 17 listopada 2007    | 7 (1964, 1980, 1984, 1988, 1996, 2000, 2004)             | Mistrzostwo (1964)             |
| Szwecja    | F                    | 21 listopada 2007    | 3 (1992, 2000, 2004)                                     | Półfinał (1992)                |
| Rumunia    | G                    | 17 października 2007 | 3 (1984, 1996, 2000)                                     | Ćwierćfinał (2000)             |
| Holandia   | G                    | 17 listopada 2007    | 7 (1976, 1980, 1988, 1992, 1996, 2000, 2004)             | Mistrzostwo (1988)             |

2 grudnia 2007, w Lucernie odbyło się losowanie grup finałowych (A-D) spośród zakwalifikowanych drużyn. Wcześniej finalistów podzielono na 4 koszyki, wedle specjalnie przygotowanego rankingu uwzględniającego wyniki z eliminacji mistrzostw świata 2006 i eliminacji mistrzostw Europy 2008.

### Podział na koszyki
| Koszyk 1                                   | Koszyk 2                                | Koszyk 3                                    | Koszyk 4                            |
| ------------------------------------------ | --------------------------------------- | ------------------------------------------- | ----------------------------------- |
| - Szwajcaria - Austria - Grecja - Holandia | - Chorwacja - Włochy - Czechy - Szwecja | - Rumunia - Niemcy - Portugalia - Hiszpania | - Polska - Francja - Turcja - Rosja |

## Stadiony
| Wiedeń                                 | Klagenfurt                        | Salzburg                                  | Innsbruck                    |
| -------------------------------------- | --------------------------------- | ----------------------------------------- | ---------------------------- |
| Ernst-Happel-Stadion Pojemność: 53 295 | Hypo-Arena Pojemność: 31 959      | Wals Siezenheim Stadion Pojemność: 31 020 | Tivoli Neu Pojemność: 31 600 |
|                                        |                                   |                                           |                              |
|                                        |                                   |                                           |                              |
| Bazylea                                | Berno                             | Genewa                                    | Zurych                       |
| St. Jakob-Park Pojemność: 42 000       | Stade de Suisse Pojemność: 31 907 | Stade de Genève Pojemność: 31 228         | Letzigrund Pojemność: 30 000 |
|                                        |                                   |                                           |                              |

## Sędziowie

### Sędziowie główni i asystenci
| Kraj       | Sędzia główny          | Asystenci                 | Asystenci             |
| ---------- | ---------------------- | ------------------------- | --------------------- |
| Austria    | Konrad Plautz          | Egon Bereuter             | Markus Mayr           |
| Belgia     | Frank De Bleeckere     | Peter Hermans             | Alex Verstraeten      |
| Anglia     | Howard Webb            | Darren Cann               | Mike Mullarkey        |
| Niemcy     | Herbert Fandel         | Carsten Kadach            | Volker Wezel          |
| Grecja     | Kiros Wasaras          | Dimitiris Bozartzidis     | Dimitiris Saraidaris  |
| Włochy     | Roberto Rosetti        | Alessandro Griselli       | Paolo Calcagno        |
| Holandia   | Pieter Vink            | Adriaan Inia              | Hans Ten Hoove        |
| Norwegia   | Tom Henning Øvrebø     | Geir Åge Holen            | Erik Ræstad           |
| Słowacja   | Ľuboš Micheľ           | Roman Slysko              | Martin Balko          |
| Hiszpania  | Manuel Mejuto González | Juan Carlos Yuste Jiménez | Jesús Calvo Guadamuro |
| Szwecja    | Peter Fröjdfeldt       | Stefan Wittberg           | Henrik Andren         |
| Szwajcaria | Massimo Busacca        | Matthias Arnet            | Stephane Cuhat        |

### Sędziowie techniczni
| Kraj       | Sędzia techniczny    |
| ---------- | -------------------- |
| Chorwacja  | Ivan Bebek           |
| Francja    | Stéphane Lannoy      |
| Węgry      | Viktor Kassai        |
| Islandia   | Kristinn Jakobsson   |
| Polska     | Grzegorz Gilewski    |
| Portugalia | Olegário Benquerença |
| Szkocja    | Craig Thomson        |
| Słowenia   | Damir Skomina        |

## Faza grupowa
Legenda do tabelek:
- Pkt – liczba punktów
- M – liczba meczów
- W – wygrane
- R – remisy
- P – porażki
- Br+ – bramki zdobyte
- Br− – bramki stracone
- +/− – różnica bramek

Dwie pierwsze drużyny z każdej grupy awansowały do dalszych gier.

### Grupa A (mecze w Bazylei i Genewie, Szwajcaria)
| Zespół     | Pkt | M | W | R | P | Br+ | Br− | +/− |
| ---------- | --- | - | - | - | - | --- | --- | --- |
| Portugalia | 6   | 3 | 2 | 0 | 1 | 5   | 3   | 2   |
| Turcja     | 6   | 3 | 2 | 0 | 1 | 5   | 5   | 0   |
| Czechy     | 3   | 3 | 1 | 0 | 2 | 4   | 6   | -2  |
| Szwajcaria | 3   | 3 | 1 | 0 | 2 | 3   | 3   | 0   |

| 7 czerwca 2008 18:00 CEST | Szwajcaria | 0:1(0:0)raport | Czechy · Václav Svěrkoš 71' | St. Jakob-Park, Bazylea Widzów: 39 730 Sędzia: Roberto Rosetti |
|                           |            |                |                             |                                                                |

| 7 czerwca 2008 20:45 CEST | Portugalia · Pepe 61' · Raul Meireles 90+3' | 2:0(0:0)raport | Turcja | Stade de Genève, Genewa Widzów: 29 106 Sędzia: Herbert Fandel |
|                           |                                             |                |        |                                                               |

| 11 czerwca 2008 18:00 CEST | Czechy · Libor Sionko 17' | 1:3(1:1)Raport | Portugalia · Deco 8' · Cristiano Ronaldo 63' · Ricardo Quaresma 90+1' | Stade de Genève, Genewa Widzów: 29 016 Sędzia: Kyros Vassaras |
|                            |                           |                |                                                                       |                                                               |

| 11 czerwca 2008 20:45 CEST | Szwajcaria · Hakan Yakın 32' | 1:2(1:0)Raport | Turcja · Semih Şentürk 57' · Arda Turan 90+2' | St. Jakob-Park, Bazylea Widzów: 39 730 Sędzia: Ľuboš Micheľ |
|                            |                              |                |                                               |                                                             |

| 15 czerwca 2008 20:45 CEST | Szwajcaria · Hakan Yakın 71', 83' (k) | 2:0(0:0)Raport | Portugalia | St. Jakob-Park, Bazylea Widzów: 39 730 Sędzia: Konrad Plautz |
|                            |                                       |                |            |                                                              |

| 15 czerwca 2008 20:45 CEST | Turcja · Arda Turan 75' · Nihat Kahveci 87', 89' | 3:2(0:1)Raport | Czechy · Jan Koller 34' · Jaroslav Plašil 62' | Stade de Genève, Genewa Widzów: 29 016 Sędzia: Peter Fröjdfeldt |
|                            |                                                  |                |                                               |                                                                 |

### Grupa B (mecze w Wiedniu i Klagenfurcie, Austria)
| Zespół    | Pkt | M | W | R | P | Br+ | Br− | +/− |
| --------- | --- | - | - | - | - | --- | --- | --- |
| Chorwacja | 9   | 3 | 3 | 0 | 0 | 4   | 1   | 3   |
| Niemcy    | 6   | 3 | 2 | 0 | 1 | 4   | 2   | 2   |
| Austria   | 1   | 3 | 0 | 1 | 2 | 1   | 3   | -2  |
| Polska    | 1   | 3 | 0 | 1 | 2 | 1   | 4   | -3  |

| 8 czerwca 2008 18:00 CEST | Austria | 0:1(0:1)Raport | Chorwacja · Luka Modrić 4' (k) | Ernst-Happel-Stadion, Wiedeń Widzów: 51 428 Sędzia: Pieter Vink |
|                           |         |                |                                |                                                                 |

| 8 czerwca 2008 20:45 CEST | Niemcy · Lukas Podolski 20', 72' | 2:0(1:0)Raport | Polska | Hypo-Arena, Klagenfurt Widzów: 30 461 Sędzia: Tom Henning Øvrebø |
|                           |                                  |                |        |                                                                  |

| 12 czerwca 2008 18:00 CEST | Chorwacja · Darijo Srna 24' · Ivica Olić 62' | 2:1(1:0)Raport | Niemcy · Lukas Podolski 79' | Hypo-Arena, Klagenfurt Widzów: 30 461 Sędzia: Frank De Bleeckere |
|                            |                                              |                |                             |                                                                  |

| 12 czerwca 2008 20:45 CEST | Austria · Ivica Vastić 90+3' (k) | 1:1(0:1)Raport | Polska · Roger Guerreiro 30' | Ernst-Happel-Stadion, Wiedeń Widzów: 51 428 Sędzia: Howard Webb |
|                            |                                  |                |                              |                                                                 |

| 16 czerwca 2008 20:45 CEST | Austria | 0:1(0:0)Raport | Niemcy · Michael Ballack 49' | Ernst-Happel-Stadion, Wiedeń Widzów: 51 428 Sędzia: Manuel Mejuto González |
|                            |         |                |                              |                                                                            |

| 16 czerwca 2008 20:45 CEST | Polska | 0:1(0:0)Raport | Chorwacja · Ivan Klasnić 53' | Hypo-Arena, Klagenfurt Widzów: 30 461 Sędzia: Kyros Vassaras |
|                            |        |                |                              |                                                              |

### Grupa C (mecze w Zurychu i Bernie, Szwajcaria)
| Zespół   | Pkt | M | W | R | P | Br+ | Br− | +/− |
| -------- | --- | - | - | - | - | --- | --- | --- |
| Holandia | 9   | 3 | 3 | 0 | 0 | 9   | 1   | 8   |
| Włochy   | 4   | 3 | 1 | 1 | 1 | 3   | 4   | -1  |
| Rumunia  | 2   | 3 | 0 | 2 | 1 | 1   | 3   | -2  |
| Francja  | 1   | 3 | 0 | 1 | 2 | 1   | 6   | -5  |

| 9 czerwca 2008 18:00 CEST | Rumunia | 0:0(0:0)Raport | Francja | Letzigrund Stadion, Zurych Widzów: 30 585 Sędzia: Manuel Mejuto González |
|                           |         |                |         |                                                                          |

| 9 czerwca 2008 20:45 CEST | Holandia · Ruud van Nistelrooy 26' · Wesley Sneijder 31' · Giovanni van Bronckhorst 79' | 3:0(2:0)Raport | Włochy | Stade de Suisse Wankdorf, Berno Widzów: 30 777 Sędzia: Peter Fröjdfeldt |
|                           |                                                                                         |                |        |                                                                         |

| 13 czerwca 2008 18:00 CEST | Włochy · Christian Panucci 56' | 1:1(0:0)Raport | Rumunia · Adrian Mutu 55' | Letzigrund Stadion, Zurych Widzów: 30 585 Sędzia: Tom Henning Øvrebø |
|                            |                                |                |                           |                                                                      |

| 13 czerwca 2008 20:45 CEST | Holandia · Dirk Kuijt 9' · Robin van Persie 59' · Arjen Robben 72' · Wesley Sneijder 90+2' | 4:1(1:0)Raport | Francja · Thierry Henry 71' | Stade de Suisse Wankdorf, Berno Widzów: 30 777 Sędzia: Herbert Fandel |
|                            |                                                                                            |                |                             |                                                                       |

| 17 czerwca 2008 20:45 CEST | Holandia · Klaas-Jan Huntelaar 54' · Robin van Persie 87' | 2:0(0:0)Raport | Rumunia | Stade de Suisse Wankdorf, Berno Widzów: 30 777 Sędzia: Massimo Busacca |
|                            |                                                           |                |         |                                                                        |

| 17 czerwca 2008 20:45 CEST | Francja | 0:2(0:1)Raport | Włochy · Andrea Pirlo 25' (k) · Daniele De Rossi 62' | Letzigrund Stadion, Zurych Widzów: 30 585 Sędzia: Ľuboš Micheľ |
|                            |         |                |                                                      |                                                                |

### Grupa D (mecze w Innsbrucku i Salzburgu, Austria)
| Zespół    | Pkt | M | W | R | P | Br+ | Br− | +/− |
| --------- | --- | - | - | - | - | --- | --- | --- |
| Hiszpania | 9   | 3 | 3 | 0 | 0 | 8   | 3   | 5   |
| Rosja     | 6   | 3 | 2 | 0 | 1 | 4   | 4   | 0   |
| Szwecja   | 3   | 3 | 1 | 0 | 2 | 3   | 4   | -1  |
| Grecja    | 0   | 3 | 0 | 0 | 3 | 1   | 5   | -4  |

| 10 czerwca 2008 18:00 CEST | Hiszpania · David Villa 20', 44', 75' · Cesc Fàbregas 90' | 4:1(2:0)Raport | Rosja · Roman Pawluczenko 86' | Tivoli Neu, Innsbruck Widzów: 30 772 Sędzia: Konrad Plautz |
|                            |                                                           |                |                               |                                                            |

| 10 czerwca 2008 20:45 CEST | Grecja | 0:2(0:0)Raport | Szwecja · Zlatan Ibrahimović 67' · Petter Hansson 72' | Stadion Wals-Siezenheim, Salzburg Widzów: 31 063 Sędzia: Massimo Busacca |
|                            |        |                |                                                       |                                                                          |

| 14 czerwca 2008 18:00 CEST | Szwecja · Zlatan Ibrahimović 34' | 1:2(1:1)Raport | Hiszpania · Fernando Torres 15' · David Villa 90+2' | Tivoli Neu, Innsbruck Widzów: 30 772 Sędzia: Pieter Vink |
|                            |                                  |                |                                                     |                                                          |

| 14 czerwca 2008 20:45 CEST | Grecja | 0:1(0:1)Raport | Rosja · Konstantin Zyrianow 33' | Stadion Wals-Siezenheim, Salzburg Widzów: 31 063 Sędzia: Roberto Rosetti |
|                            |        |                |                                 |                                                                          |

| 18 czerwca 2008 20:45 CEST | Grecja · Angelos Charisteas 42' | 1:2(1:0)Raport | Hiszpania · Rubén de la Red 61' · Daniel Güiza 88' | Stadion Wals-Siezenheim, Salzburg Widzów: 30 883 Sędzia: Howard Webb |
|                            |                                 |                |                                                    |                                                                      |

| 18 czerwca 2008 20:45 CEST | Rosja · Roman Pawluczenko 24' · Andriej Arszawin 50' | 2:0(1:0)Raport | Szwecja | Tivoli Neu, Innsbruck Widzów: 30 772 Sędzia: Frank De Bleeckere |
|                            |                                                      |                |         |                                                                 |

## Faza pucharowa
|  |                           |              |                          |                           |   |           |                          |           |  |  |       |       |       |
|  | Ćwierćfinały              | Ćwierćfinały | Ćwierćfinały             |                           |   | Półfinały | Półfinały                | Półfinały |  |  | Finał | Finał | Finał |
|  | Ćwierćfinały              | Ćwierćfinały | Ćwierćfinały             |                           |   | Półfinały | Półfinały                | Półfinały |  |  | Finał | Finał | Finał |
|  | 19 czerwca 2008 – Bazylea |              |                          |                           |   |           |                          |           |  |  |       |       |       |
|  |                           |              |                          |                           |   |           |                          |           |  |  |       |       |       |
|  | 1A                        | Portugalia   | 2                        |                           |   |           |                          |           |  |  |       |       |       |
|  | 1A                        | Portugalia   | 2                        | 25 czerwca 2008 – Bazylea |   |           |                          |           |  |  |       |       |       |
|  | 2B                        | Niemcy       | 3                        |                           |   |           |                          |           |  |  |       |       |       |
|  | 2B                        | Niemcy       | 3                        |                           |   | Niemcy    | Niemcy                   | 3         |  |  |       |       |       |
|  | 20 czerwca 2008 – Wiedeń  |              |                          |                           |   | Niemcy    | Niemcy                   | 3         |  |  |       |       |       |
|  |                           |              | Turcja                   | Turcja                    | 2 |           |                          |           |  |  |       |       |       |
|  | 1C                        | Chorwacja    | Turcja                   | Turcja                    | 2 | 1 (1)     |                          |           |  |  |       |       |       |
|  | 1C                        | Chorwacja    |                          |                           |   | 1 (1)     | 29 czerwca 2008 – Wiedeń |           |  |  |       |       |       |
|  | 2D                        | Turcja       | 1 (3)                    |                           |   |           |                          |           |  |  |       |       |       |
|  | 2D                        | Turcja       | 1 (3)                    |                           |   | Niemcy    | Niemcy                   | 0         |  |  |       |       |       |
|  | 21 czerwca 2008 – Bazylea |              |                          |                           |   | Niemcy    | Niemcy                   | 0         |  |  |       |       |       |
|  |                           |              | Hiszpania                | Hiszpania                 | 1 |           |                          |           |  |  |       |       |       |
|  | 1B                        | Holandia     | Hiszpania                | Hiszpania                 | 1 | 1         |                          |           |  |  |       |       |       |
|  | 1B                        | Holandia     | 26 czerwca 2008 – Wiedeń |                           |   | 1         |                          |           |  |  |       |       |       |
|  | 2A                        | Rosja        | 3                        |                           |   |           |                          |           |  |  |       |       |       |
|  | 2A                        | Rosja        | 3                        |                           |   | Rosja     | Rosja                    | 0         |  |  |       |       |       |
|  | 22 czerwca 2008 – Wiedeń  |              |                          |                           |   | Rosja     | Rosja                    | 0         |  |  |       |       |       |
|  |                           |              | Hiszpania                | Hiszpania                 | 3 |           |                          |           |  |  |       |       |       |
|  | 1D                        | Hiszpania    | Hiszpania                | Hiszpania                 | 3 | 0 (4)     |                          |           |  |  |       |       |       |
|  | 1D                        | Hiszpania    |                          |                           |   |           |                          |           |  |  |       |       |       |
|  | 2C                        | Włochy       | 0 (2)                    |                           |   |           |                          |           |  |  |       |       |       |
|  | 2C                        | Włochy       | 0 (2)                    |                           |   |           |                          |           |  |  |       |       |       |

UWAGA: W nawiasach podane są wyniki po rzutach karnych

### Ćwierćfinały
| 19 czerwca 2008 20:45 CEST | Portugalia · Nuno Gomes 40' · Hélder Postiga 87' | 2:3(1:2)Raport | Niemcy · Bastian Schweinsteiger 22' · Miroslav Klose 26' · Michael Ballack 61' | St. Jakob-Park, Bazylea Widzów: 39 374 Sędzia: Peter Fröjdfeldt |
|                            |                                                  |                |                                                                                |                                                                 |

| 20 czerwca 2008 20:45 CEST | Chorwacja · Ivan Klasnić 119' · Luka Modrić · Darijo Srna · Ivan Rakitić · Mladen Petrić | 1:1 (dog.) k. 1:3(0:0), (0:0)Raport | Turcja · Semih Şentürk 120+2' · Arda Turan · Semih Şentürk · Hamit Altintop | Ernst-Happel-Stadion, Wiedeń Widzów: 51 428 Sędzia: Roberto Rosetti |
|                            |                                                                                          |                                     |                                                                             |                                                                     |

| 21 czerwca 2008 20:45 CEST | Holandia · Ruud van Nistelrooy 86' | 1:3 (dog.)(0:0), (1:1)Raport | Rosja · Roman Pawluczenko 56' · Dmitrij Torbinski 112' · Andriej Arszawin 116' | St. Jakob-Park, Bazylea Widzów: 38 374 Sędzia: Ľuboš Micheľ |
|                            |                                    |                              |                                                                                |                                                             |

| 22 czerwca 2008 20:45 CEST | Hiszpania · David Villa · Santi Cazorla · Marcos Senna · Daniel Güiza · Cesc Fàbregas | 0:0 (dog.) k. 4:2(0:0), (0:0)Raport | Włochy · Fabio Grosso · Daniele De Rossi · Mauro German Camoranesi · Antonio Di Natale | Ernst-Happel-Stadion, Wiedeń Widzów: 48 000 Sędzia: Herbert Fandel |
|                            |                                                                                       |                                     |                                                                                        |                                                                    |

### Półfinały
| 25 czerwca 2008 20:45 CEST | Niemcy · Bastian Schweinsteiger 26' Miroslav Klose 79' Philipp Lahm 90' | 3:2(1:1)Raport | Turcja · Uğur Boral 22' Semih Şentürk 86' | St. Jakob-Park, Bazylea Widzów: 39 374 Sędzia: Massimo Busacca |
|                            |                                                                         |                |                                           |                                                                |

| 26 czerwca 2008 20:45 CEST | Rosja | 0:3(0:0)Raport | Hiszpania · Xavier Hernandéz Creus 50' Daniel Güiza 73' David Silva 82' | Ernst-Happel-Stadion, Wiedeń Widzów: 51 428 Sędzia: Frank De Bleeckere |
|                            |       |                |                                                                         |                                                                        |

### Finał
| 29 czerwca 2008 20:45 CEST | Niemcy | 0:1(0:1)Raport | Hiszpania · Fernando Torres 33' | Ernst-Happel-Stadion, Wiedeń Widzów: 51 439 Sędzia: Roberto Rosetti |
|                            |        |                |                                 |                                                                     |

## Strzelcy

### 4 gole
- David Villa

### 3 gole
- Lukas Podolski
- Roman Pawluczenko
- Hakan Yakın
- Semih Şentürk

### 2 gole
- Ivan Klasnić
- Daniel Güiza
- Fernando Torres
- Wesley Sneijder
- Ruud van Nistelrooy
- Robin van Persie
- Michael Ballack
- Bastian Schweinsteiger
- Miroslav Klose
- Andriej Arszawin
- Zlatan Ibrahimović
- Arda Turan
- Nihat Kahveci

### 1 gol
- Ivica Vastić
- Luka Modrić
- Darijo Srna
- Ivica Olić
- Libor Sionko
- Václav Svěrkoš
- Jan Koller
- Jaroslav Plašil
- Angelos Charisteas
- Thierry Henry
- Cesc Fàbregas
- David Silva
- Xavier Hernandéz Creus
- Rubén de la Red
- Giovanni van Bronckhorst
- Dirk Kuijt
- Klaas-Jan Huntelaar
- Arjen Robben
- Philipp Lahm
- Roger Guerreiro
- Deco
- Hélder Postiga
- Nuno Gomes
- Raul Meireles
- Pepe
- Ricardo Quaresma
- Cristiano Ronaldo
- Dmitrij Torbinski
- Konstantin Zyrianow
- Adrian Mutu
- Petter Hansson
- Uğur Boral
- Christian Panucci
- Andrea Pirlo
- Daniele De Rossi

## Kartki
| Zawodnik               | Reprezentacja |   |   |
| ---------------------- | ------------- | - | - |
| Bastian Schweinsteiger | Niemcy        | 1 | 1 |
| Eric Abidal            | Francja       | 0 | 1 |
| Volkan Demirel         | Turcja        | 0 | 1 |
| Sebastian Prödl        | Austria       | 2 | 0 |
| Jorgos Karangunis      | Grecja        | 2 | 0 |
| Michael Ballack        | Niemcy        | 2 | 0 |
| Mariusz Lewandowski    | Polska        | 2 | 0 |
| Denis Kołodin          | Rosja         | 2 | 0 |
| Dmitrij Torbinski      | Rosja         | 2 | 0 |
| Jurij Żyrkow           | Rosja         | 2 | 0 |
| Christian Chivu        | Rumunia       | 2 | 0 |
| Dorin Goian            | Rumunia       | 2 | 0 |
| Tranquillo Barnetta    | Szwajcaria    | 2 | 0 |
| Johan Vonlanthen       | Szwajcaria    | 2 | 0 |
| Mehmet Aurélio         | Turcja        | 2 | 0 |
| Arda Turan             | Turcja        | 2 | 0 |
| Emre Aşık              | Turcja        | 2 | 0 |
| Tuncay Şanlı           | Turcja        | 2 | 0 |
| Sabri Sarıoğlu         | Turcja        | 2 | 0 |
| Gennaro Gattuso        | Włochy        | 2 | 0 |
| Andrea Pirlo           | Włochy        | 2 | 0 |
| Emanuel Pogatetz       | Austria       | 1 | 0 |
| Jürgen Säumel          | Austria       | 1 | 0 |
| Ümit Korkmaz           | Austria       | 1 | 0 |
| Andreas Ivanschitz     | Austria       | 1 | 0 |
| Erwin Hoffer           | Austria       | 1 | 0 |
| Martin Stranzl         | Austria       | 1 | 0 |
| Robert Kovač           | Chorwacja     | 1 | 0 |
| Josip Šimunić          | Chorwacja     | 1 | 0 |
| Darijo Srna            | Chorwacja     | 1 | 0 |
| Luka Modrić            | Chorwacja     | 1 | 0 |
| Jerko Leko             | Chorwacja     | 1 | 0 |
| Hrvoje Vejić           | Chorwacja     | 1 | 0 |
| Ognjen Vukojević       | Chorwacja     | 1 | 0 |
| Jan Polák              | Czechy        | 1 | 0 |
| Tomáš Galásek          | Czechy        | 1 | 0 |
| Tomáš Ujfaluši         | Czechy        | 1 | 0 |
| Milan Baroš            | Czechy        | 1 | 0 |
| Willy Sagnol           | Francja       | 1 | 0 |
| Claude Makélélé        | Francja       | 1 | 0 |
| Jérémy Toulalan        | Francja       | 1 | 0 |
| Sidney Govou           | Francja       | 1 | 0 |
| Thierry Henry          | Francja       | 1 | 0 |
| Patrice Evra           | Francja       | 1 | 0 |
| Jean-Alain Boumsong    | Francja       | 1 | 0 |
| Angelos Charisteas     | Grecja        | 1 | 0 |
| Georgios Seitaridis    | Grecja        | 1 | 0 |
| Vasilis Torosidis      | Grecja        | 1 | 0 |
| Nikos Liberopoulos     | Grecja        | 1 | 0 |
| Angelos Basinas        | Grecja        | 1 | 0 |
| Lukas Windra           | Grecja        | 1 | 0 |
| Carlos Marchena        | Hiszpania     | 1 | 0 |
| Álvaro Arbeloa         | Hiszpania     | 1 | 0 |
| Daniel Güiza           | Hiszpania     | 1 | 0 |
| Andrés Iniesta         | Hiszpania     | 1 | 0 |
| David Villa            | Hiszpania     | 1 | 0 |
| Santi Cazorla          | Hiszpania     | 1 | 0 |
| Iker Casillas          | Hiszpania     | 1 | 0 |
| Fernando Torres        | Hiszpania     | 1 | 0 |
| André Ooijer           | Holandia      | 1 | 0 |
| Nigel de Jong          | Holandia      | 1 | 0 |
| Khalid Boulahrouz      | Holandia      | 1 | 0 |
| Rafael van der Vaart   | Holandia      | 1 | 0 |
| Robin van Persie       | Holandia      | 1 | 0 |
| Jens Lehmann           | Niemcy        | 1 | 0 |
| Arne Friedrich         | Niemcy        | 1 | 0 |
| Philipp Lahm           | Niemcy        | 1 | 0 |
| Kevin Kuranyi          | Niemcy        | 1 | 0 |
| Euzebiusz Smolarek     | Polska        | 1 | 0 |
| Jacek Krzynówek        | Polska        | 1 | 0 |
| Jacek Bąk              | Polska        | 1 | 0 |
| Marcin Wasilewski      | Polska        | 1 | 0 |
| Tomasz Zahorski        | Polska        | 1 | 0 |
| José Bosingwa          | Portugalia    | 1 | 0 |
| Paulo Ferreira         | Portugalia    | 1 | 0 |
| Fernando Meira         | Portugalia    | 1 | 0 |
| Miguel                 | Portugalia    | 1 | 0 |
| Jorge Ribeiro          | Portugalia    | 1 | 0 |
| Petit                  | Portugalia    | 1 | 0 |
| Pepe                   | Portugalia    | 1 | 0 |
| Hélder Postiga         | Portugalia    | 1 | 0 |
| Iwan Sajenko           | Rosja         | 1 | 0 |
| Siergiej Siemak        | Rosja         | 1 | 0 |
| Andriej Arszawin       | Rosja         | 1 | 0 |
| Dinijar Bilaletdinow   | Rosja         | 1 | 0 |
| Cosmin Contra          | Rumunia       | 1 | 0 |
| Daniel Niculae         | Rumunia       | 1 | 0 |
| Adrian Mutu            | Rumunia       | 1 | 0 |
| Ludovic Magnin         | Szwajcaria    | 1 | 0 |
| Eren Derdiyok          | Szwajcaria    | 1 | 0 |
| Gelson Fernandes       | Szwajcaria    | 1 | 0 |
| Hakan Yakın            | Szwajcaria    | 1 | 0 |
| Anders Svensson        | Szwecja       | 1 | 0 |
| Johan Elmander         | Szwecja       | 1 | 0 |
| Andreas Isaksson       | Szwecja       | 1 | 0 |
| Hakan Balta            | Turcja        | 1 | 0 |
| Gökhan Zan             | Turcja        | 1 | 0 |
| Colin Kâzım-Richards   | Turcja        | 1 | 0 |
| Mehmet Topal           | Turcja        | 1 | 0 |
| Ugur Boral             | Turcja        | 1 | 0 |
| Semih Şentürk          | Turcja        | 1 | 0 |
| Luca Toni              | Włochy        | 1 | 0 |
| Gianluca Zambrotta     | Włochy        | 1 | 0 |
| Daniele De Rossi       | Włochy        | 1 | 0 |
| Massimo Ambrosini      | Włochy        | 1 | 0 |
| Giorgio Chiellini      | Włochy        | 1 | 0 |

Średnio: 3,94 żółte kartki i 0,1 czerwonej kartki na mecz.

## Transmisja telewizyjna
Trzykrotnie w czasie drugiej połowy półfinału między Niemcami a Turcją zerwany został globalny przekaz telewizyjny. Burza nad Wiedniem spowodowała bowiem problemy techniczne w International Broadcast Centre, która przesyłała sygnał z Bazylei. W związku z tym widzowie poszczególnych stacji telewizyjnych na świecie nie widzieli jednej lub większej ilości bramek. Nadawcy poszczególnych stacji telewizyjnych utrzymywali komentarz audio (BBC zaoferowała dźwięk ze swojej transmisji radiowej, Irlandzka RTE komentarz ze studia, zaś norweska TV2 transmisję za pomocą telefonu komórkowego jednego z komentatorów). Jedynie pojedyncze stacje telewizyjne, w tym szwajcarska telewizja publiczna, zachowały pełną transmisję z meczu.